# Апий Клавдий Крас (трибун 424 пр.н.е.)
Вижте пояснителната страница за други личности с името Апий Клавдий Крас.
Апий Клавдий Крас с пълно име Апий Клавдий Крас Сабин Инрегиленсис (на латински: Appius Claudius Crassus Sabinus Inregillensis) e политик на ранната Римска република.

## Биография
Произлиза от патрицианската фамилия Клавдии. Син е на Апий Клавдий Крас Сабин Инрегиленсис (консул 451 пр.н.е. и децемвир) и баща на Апий Клавдий Крас (трибун 403 пр.н.е.).
През 424 пр.н.е. той е консулски военен трибун. Неговите колеги са Луций Сергий Фидена, Спурий Навций Руцил и Секст Юлий Юл.